# 幸せのドア
『幸せのドア』（しあわせのドア）は、1999年3月20日に日本コロムビアから発売された、中西保志と沢田知可子によるデュエットシングル。

## 収録曲
1. 幸せのドア
作詞：沢田知可子　作曲・編曲：林仁
  - 東宝映画『のび太の結婚前夜』主題歌[2]
2. CHEERS (Acoustic Version)
作詞・作曲：中西保志　編曲：栗尾直樹
3. 幸せのドア (Original Karaoke)